# Došlo doba da se rastajemo
Došlo doba da se rastajemo 9. je album pjevačice Nede Ukraden izdan 1987. godine za zagrebačku diskografsku kuću Jugoton (današnja Croatia Records) i to kao LP ploča i kazeta.

## Popis pjesama

### A strana
- A1. Došlo doba da se rastajemo (3:13)
- A2. Ne bilo ti (3:30)
- A3. Majko, majko (3:51)
- A4. Bile bi nam tri godine (3:43)
- A5. Nino (2:27)

### B strana
- B1. Šumi, šumi, javore	(4:11)
- B2. Vratit ću ti (2:56)
- B3. Mjeseče zlaćani (2:36)
- B4. Sanjam te (3:46)
- B5. Imam neku sklonost za te (duet Arsen Dedić) (3:05)

## O albumu
Album "Došlo doba da se rastajemo" izdan je 1987. godine i prodan je u preko 250.000 primjeraka doživjevši tako dijamantno izdanje. Najzapaženija pjesma albuma bila je upravo naslovna pjesma Došlo doba da se rastajemo te pjesma Šumi, šumi javore koja je uvrštena na kompilaciju hitova iz 2010. godine Radujte se prijatelji.

## Suradnici
- Prateći sastav - MKG Band
- Tekstopisci - Marina Tucaković (pjesme: A1, A3 do A5, B3), Arsen Dedić (pjesma B1), Željko Pavičić (pjesme: A2 i B2)
- Glazba - Đorđe Novković (pjesme: A1 do B3), Zrinko Tutić (pjesma B4), Arsen Dedić (pjesma B5)
- Prateći vokali - Branko Bogunović, Duško Mandić, Gordana Vasiljević, Ivica Bobinec, Vesna Srećković, Đorđe Novković
- Producent i aranžer - Mato Došen

## Vanjske poveznice
- Album "Došlo doba da se rastajemo" na www.discogs.com